# 衝撃ゴウライガン!!
『衝撃ゴウライガン』（しょうげきゴウライガン）は、2013年10月4日から12月27日までテレビ東京をはじめとして、TXN各局ほかで放送された連続テレビ特撮ドラマ。

## 概要
原作・総監督を雨宮慶太、脚本を井上敏樹が務める深夜特撮番組。ヒロインを狂言回しとしてナレーション役にし、ドタバタコメディーを前面に押し出したシナリオで、深夜放送を利用したセクシャルな表現や、メタ表現を多用した突拍子もない展開を多用する。
キャッチコピーは「地球滅亡まであと100日。みなさん、そろそろまじめにやってもらっていいですか・・・」。

## ストーリー
人間界とは異なる世界・兆真界（ちょうしんかい）に暮らす光人（ひかりびと）と呼ばれる超人たちの警護将軍であるゴウは、陰人（かげりびと）呼ばれる罪を犯した光人を移送中、巨大なマギーと呼ばれる怪物の攻撃に遭って墜落してしまい、気がついた時には人間界にいた。
そんなゴウの姿を目撃してしまう普通の女子高生・界ヒトミ。2人が出会った時、ゴウ、ヒトミ、そして地球の運命は……。

## 登場人物

### 主要キャラクター
光人ゴウ
主人公。兆真界警護将軍。属性は悪魔。闘具は「巨大剣フカシギ」。猪突猛進かつ思ったことをすぐ言動に出す性分で、やや単細胞で乱暴ではあるが、1000人の敵を相手に1人でも地球を守ろうとする熱い心と正義感を持っている。5人の陰人を流刑地に護送する任務中に、巨大マギーの襲撃を受けて撃破はしたものの地球に流れ着いた。真界皇から襲撃がジンの陰謀であることと100日後に兆真界から1000人の兵が地球に襲い来ることを知らされ、ジン以外の4人の陰人を力ずくでねじ伏せて纏め上げ、5人の力で1000人兵と戦うという（いい加減な）策を立てる。
ゴウ（人間態）
人間界にやって来た際、たまたま地面に落ちてた雑誌裏の筋肉鍛錬器具広告に印刷されていた細マッチョ系モデルの男性を基にしている。
ナヴィ
ゴウのパートナー妖精。実態がなく、立体映像のように現れる。ブンバのコントロールを初め、様々な面でゴウをサポートする。暴走しがちなゴウの宥め役。
光人（元・陰人）ライ
属性は獣。闘具は「電撃棒ビライデン」。しなやかに動き、ビーストのように荒々しく敵を倒す戦闘スタイルを取る。酒を飲み女と遊ぶのが大好きで快楽に溺れて陰人に堕ちたが、人間界でゴウに発見されて熱いバトルの果てに敗ける。以後は誇り高い武人としての本当の自分を取り戻し、ゴウの舎弟として光人に復帰する。
ライ（人間態）
街で目に止まったポスターに印刷されていたパンクロッカーを元にした、今どきの茶髪ワイルド系チャラ男の姿を取る。その前は過去に一発当てたムード歌謡歌手の姿を取ったこともある。
光人（元・陰人）ゲキ
メカニックとゲームで文字通り「神」的な能力を持つ。兆真界で自己の力を轟かせたい欲望に駆られて全機械を暴走させて陰人に堕ちた。人間界に流れ着いた後はゲーマー界で頭角を現し名だたるゲーマーを次々と撃破していたが、たまたまヒトミに発見されてゴウとバトル。倒す寸前まで追い詰めるもゴウのチート紛いのスキル「心眼」によって敗北。渋々ながらもゴウの舎弟として光人に復帰した。この状態では声が拡声器を通したような音声になり、強いエフェクトが掛かる。
属性は機械。闘具は「鉄球バクゲキ」。これを自在に操り、「分身」のスキルを使って実体を隠し敵を翻弄して倒すのが得意。
ゲキ（人間態）
知性的な風貌を持つメガネ系男子（モデルにした人間は不明）。性格は冷静で多弁ではない。普通のゲームも上手いが劇中ではダンスゲームと格闘ゲームをミックスしたようなアーケードゲームで全身をアクティブに動かして操作する肉体派の一面も見せる。
光人（元・陰人）ショウ
属性は天使。闘具「風を司る弓バキュウ」を操る白い女戦士。性格は女王様気質で美に特異な拘りを持ち、自分よりも美しい女性がいたら蝶に変えてしまい、陰人に堕ちた。人間界に来てからも最も美しい人間の女性を求めて姿を取っ替え引っ替えしていた。たまたま出会ったヒトミの姿を取ったことがキッカケでゴウとバトル、放った弓矢が自分に返って射られようとした窮地をゴウが庇ったことでゴウに惚れ、自らゴウの“愛人”となり光人に復帰した。
ショウ（人間態）
光人に復帰後、しばらくはヒトミの姿のままだったがヒトミが困ったので、亜力伯堂の店先に立て掛けてあった古びた等身大ポップ看板の女性の姿を取った。以後はそのオシャレでビューティ系な女性態で過ごす。
光人（元・陰人）ガン
“ 絶対正義 ”の身上を胸に持つ前時代的な頑固系の男。ゲキ以上に寡黙で普段は何を考えているのかよくわからない。その信念通り正義感が非常に強いが、全てのマギーを悪と決めつけ、無害なマギーすら殺そうとするという悪く言えば頑固で独善的な面を持ち、それが原因で陰人に堕ちてしまった。ヒトミの友人である佳代の婚約者である良太を庇いに入ったゴウと対立してバトルになる。その力と技は絶大であり、終始ゴウを圧倒するほどの強さを見せ付けた。バトル自体には勝利したものの必殺の一撃を辛うじて耐え抜きなおも向かってきたゴウの根性とバカっぷりに惚れ込み、彼に自身の絶対正義を預ける形で「一応」ゴウの舎弟となり、光人に復帰した。
属性は武人。闘具は「山をも砕く銃カザンコウ」。銃身がメイスのような形状をしており、打撃武器としても使用可能。
ガン（人間態）
モデルにした人間は不明。人間態でもフリントロック式の拳銃を携帯し、これを用いてマギーを殲滅していた。
界 ヒトミ（かい ヒトミ）
一応普通の女子高生。普通の人間には見えないマギーや光人の正体が見える特殊能力を持っているが、そのせいで人との付き合いに支障を来してしまい暗めな性格になってしまった。ゴウと出会うことで人間界に迫る危機を知る。落語好きで、暇さえあれば携帯音楽プレイヤーで聞いている。本作は彼女の視点で描かれており、いわゆるメタ発言が目立つ。

### 光人/陰人たち
兆真界から人間界にやってきた者たち。本来は全身を鎧で覆った姿だが、それでは人間界で活動し辛いので、適当な人間の姿を借りて変化している。本来の姿の時は声にエフェクトが掛かっている。妖精も便宜上この項に記載する。
陰人（元・光人）ジン
光人だった頃はゴウの親友であった陰人。光人であったころは警護将軍であり、ゴウとは兆真界の竜虎と喩えられ真界皇からゴウの持つ剣と対となる剣を下賜された。流刑地に護送される途中でマギーに艦を襲わせ脱獄して地球に飛来し、偶然いあわせた若林シンジを殺害後、その姿に変身し成り代わる。光人の使命を果たすことにゴウと共に熱く誓いあい使命に燃えていたが、リンへの愛のために陰人へ堕ちた。地球を兆真界にも勝るとも劣らない素晴らしい星と感じており、地球を壊すレジャー事業などは中止させるなど精力的に活動している。人類を欲望に塗れの地球を汚す醜き存在と断じ地球を侵略し人類を滅ぼすべく兆真界から千人兵を呼び寄せる。物語の発端であるが実はその背後には黒幕が存在していた。
光人リン
兆真界でゴウの恋人であった光人。外見は人間の女性と変わらない。ある日突然姿を消し行方不明となる。ジンとも恋人であったと言われている。実は地球に移り住んでおり、意外な所で隠匿していた。
光人ハク
百年もの間地球を守り続けていたゴウたちの大先輩に当たる光人。外見は威厳のある人間の老人男性と変わらず、声にもエフェクトが掛けられていない。何度も恋に身を崩した経験から、ゴウの身を同情し兆真界から持ち出したパワーストーンを譲渡した。十年以上の因縁を持つマギーをゴウ以外の光人と協力して倒した後に地球をゴウたちに託し兆真界へ帰還する。後に意外な形で再び地球に訪れる。
真界皇（しんかいおう）
兆真界の最高指導者。千人兵が100日後に地球を襲うことをゴウに伝える。13話にておばあちゃんの家で宴会を開く。
その実態はジンを利用し、地球に千人兵を呼び寄せた全ての黒幕。人類を滅ぼすことは露ほどにも思っておらず、大好物は人間の生き胆。必殺技「兆真界波動」を放ち、離反した光人らを相手にするほどの実力を誇るが、最終的にはハクが新たな真界皇となったことで地位を失う。
超真界皇（ちょうしんかいおう）
兆真界での不信任案可決によりハクにすべてを奪われた元・真界皇の正体。全身が刺に覆われた巨大な怪獣の姿をしている。必殺技は「超真界獣撃（ちょうしんかいじゅうげき）」。

### 人間界の者たち
おばあちゃん
ヒトミの祖母。猫マタギ海岸のそばでリサイクルショップ「亜力伯堂（アルプスどう）」を営む。明るい性格を反映してか、年に似合わないギャル言葉で喋る。
若林 シンジ（わかばやし シンジ）
とある大企業のボンボン社長。様々な理由で無気力な日々を送っていた。地球に飛来した直後のジンに出会い、軽い気持ちで殺してくれと頼んだことで本当に殺されてしまい、自らの姿に変身したジンに成り代わられる。
神崎 ルリカ（かんざき ルリカ）
若林の女秘書。以前は只の上司として接していた若林が突如変わったことに驚きつつ、徐々に男と女の関係になっていく。
橘 アキコ
自称・美しき女私立探偵。だが普段探偵らしいことは何もしてなく主要登場人物と言っていいのか微妙な立ち位置。なぜかゴウたちとよく事件現場で出くわす。
森田 リョーコ（もりた リョーコ）
ヒトミの友人。一見普通のJKだが実は人知れず裏の顔を隠し持つという。彼氏持ちだが、その彼氏は実は人間に化けたマギー。
サーファージェーン
キンパツサーファーの女（陸サーファー疑惑アリ）。様々なウワサや事情に詳しいのでそういう意味では役に立つ。
ホームレス山下（ホームレスやました）
亜力伯堂によくガラクタを持ち込む定居の無い中年男性。アロハシャツに麦わら帽を背にウクレレを持ち歩く珍妙な格好をしているので、猫マタギ海岸周辺では結構有名人。知識が豊富で、ゴウたちに事件解決のヒントを与えることもある。
アサオカミレイママ
亜力伯堂の近くにあるスナック「JUICYアサオカミレイ」のママ。店の名前はママの名前から採られている。
佳代（かよ）
ヒトミの友人で良太の婚約者。何かと自慢げに話す口調が目立つ。良太の正体が見えていたヒトミに結婚を反対されたことでヒトミと喧嘩になってしまう。5話のラストにて無事良太と結婚を果たした。
良太（りょうた）
佳代の婚約者で、人間に憑依したマギー。偶数の番号を持つ善良なマギーであり、佳代の優しさを気に入り、愛するようになる。しかし彼女の婚約者であった良太が交通事故で死んでしまい、彼女を悲しませないために憑依、以降良太として生きていくことを決意する。ガンとゴウの和解によって無事結婚を果たす。

## 関連用語
兆真界（ちょうしんかい）
人間界とは違う異世界。光人やマギーが住んでいる。
光人（ひかりびと）
兆真界の住人。人間よりも遥かに優れた力を持つ超人である。
陰ながらマギーから人間界を守っており、ジン曰く「その昔、人間が神と呼んでいた存在」とのこと。
陰人（かげりびと）
何らかの理由で罪を犯した光人。
マギー
兆真界にも人間界にも生息している怪物。人間界ではもののけや妖怪として語り継がれている。
小さなものからブンバ以上の巨体を持つものまで、その姿は千差万別。人間に化けて平穏に暮らしているものもいる。
悪事を働くのは奇数の番号を持つマギーであり、偶数の番号を持つマギーは善良で人畜無害らしい。
亀甲船ブンバ（きっこうせんブンバ）
5人の陰人を流刑の地に護送するためにゴウとナヴィが乗っていた船。船首にある巨大な大砲の他、狛犬のような阿吽一組になった副砲、ミサイル、迎撃用の機銃など多数の武器を備える。
ジンの陰謀による巨大マギーの襲来で大破して、地球に墜落する直前にナヴィの手によって亜次元に隠された。
兆人ショウゲキゴウライガン
亀甲船ブンバの台座に5つの光玉（光人を象徴するパワーストーン）をセットすることで、ブンバに秘められた真の大いなる力が発動して誕生した天下無敵、銀河無双の鋼鉄巨人。その真の力は光人の名を叫ぶ人間の言霊によって発動し、最強の力を発揮する。必殺武器・衝撃兆真剣で千人兵や超真界皇と戦った。
この形態に変形した際、コクピットにいたゴウたちの全身を戦隊ヒーローのスーツのようなパイロットスーツが包み込んだ。このスーツの額には「光」を模した文様がある。
千人兵
兆真界から地球へ向う巨人の軍団。
騎馬陰人
千人兵の先遣隊を務める巨大な陰人。兵士一人が光人5人がかりでようやく倒せるほどの実力を持つ。

## スタッフ
- 原作・総監督 - 雨宮慶太
- 脚本 - 井上敏樹
- ハイパーメディアプロデューサー - 小林岳夫
- エグゼクティブプロデューサー - 山脇隆徳
- プロデューサー - 小河原修
- ラインプロデューサー - 森溝康己
- アシスタントプロデューサー - 山下葉子
- 監督 - 金田龍、阿部満良、江良圭
- アクション監督 - 富田稔
- 撮影 - 富田伸二
- 照明 - 田村文彦
- 美術 - 竹内正典
- VFXプロデューサー - 鹿角剛
- 操演 - 根岸泉
- 編集 - 藤田真一
- 助監督- 伊藤良一
- キャラクターデザイン - 松川健一、竹谷隆之
- 音楽 - ShAbo
- 特殊メイク・造形 - 中田彰輝
- 特殊衣装 - 川上登、You-ko
- 亀甲船ブンバ造形 - 百武朋
- スタイリスト - 高橋さやか
- ヘアメイク - 梅原さとこ
- 文芸担当 - 田口恵
- 企画 - クラウド
- 特別協力 - 第一通信社
- 制作 - ロード・トゥ・シャングリラ、ディープサイド
- 製作・著作 - 「衝撃ゴウライガン!!」製作委員会

## キャスト

### レギュラー
- 界ヒトミ - 新川優愛
- ゴウ - 加藤貴宏
- ライ - 標永久
- ゲキ - 廣瀬智紀
- ショウ - 粕谷奈美
- ガン - 山本匠馬
- おばあちゃん - 麻丘めぐみ
- 橘アキコ - Rio
- サーファージェーン - 川村りか
- ホームレス山下 - 諏訪太朗
- 森田リョーコ - 安藤遥
- ジン・若林シンジ - 若松俊秀
- 神崎ルリカ - 壇蜜
- ナヴィ - 星野あかり
- アサオカミレイママ - 朝岡実嶺
- リン ‐ 宮地真緒

### ゲスト
- ゆみさん - 芳野友美 (#1,2)
- しん平師匠 - 林家しん平 (#1,2,4,13)
- 鼠先輩 - 鼠先輩 (#2,8,10)
- アマンダ - アマンダ (#2,9)
- 緋牡丹のお銀 - 清野菜名 (#3)
- Dr.黒色ジャック - 三上竜平 (#3)
- ドン・トラットリア - ぎたろー (#3)
- 朝倉セーラ - 肘井美佳 (#4,9,13)
- 凡ちゃん - 大木凡人 (#4)
- グリコ - 平栗里美 (#4,9,13)
- 佳代 - 笠原有紀 (#5)
- 良太 - 畠山遼 (#5)
- ホラーマギー - 古家優里 (#8)
- 橋本コーポレーション社長 - 松岡璃奈子 (#9)
- レジャー開発企業社長 - 三輪ひとみ (#9,13)
- ウェディングドレスデザイナー - 野本かりあ (#9)
- ハク - 螢雪次朗　(#10,13)
- 真界王 - テリー伊藤 (#13)

### スーツアクター
- 光人ゴウ - 和田三四郎
- 光人ライ - 秋山智彦
- 光人ゲキ - 岩上弘数
- 光人ショウ - 日野綾子
- 光人ガン - 前田浩
- 陰人ジン - 白濱孝次

## 主題歌
オープニングテーマ曲
「衝撃ゴウライガン～光人の誓い～」
作詞：雨宮慶太 / 作曲・編曲：柏原収史 / 歌：Kae
エンディングテーマ曲
「de-light」
作詞：RYU-TOKU / 作曲・編曲：柏原収史 / 歌：新川優愛
挿入歌
「すべて忘れる日」
作詞・作曲・編曲：柏原収史 / 歌：Kae

## 放映リスト
| #  | 放送日         | サブタイトル | 監督     |
| -- | -------------- | ------------ | -------- |
| 01 | 2013年10月04日 | 大胆不敵     | 雨宮慶太 |
| 02 | 2013年10月11日 | 酒池肉林     | 阿部満良 |
| 03 | 2013年10月18日 | 狂喜乱舞     | 江良圭   |
| 04 | 2013年10月25日 | 才色兼備     | 金田龍   |
| 05 | 2013年11月01日 | 絶対正義     | 雨宮慶太 |
| 06 | 2013年11月08日 | 花鳥風月     | 阿部満良 |
| 07 | 2013年11月15日 | 笑止千万     | 江良圭   |
| 08 | 2013年11月22日 | 奇奇怪怪     | 江良圭   |
| 09 | 2013年11月29日 | 輪廻転生     | 金田龍   |
| 10 | 2013年12月06日 | 言語道断     | 阿部満良 |
| 11 | 2013年12月13日 | 自業自得     | 雨宮慶太 |
| 12 | 2013年12月20日 | 波乱万丈     | 金田龍   |
| 13 | 2013年12月27日 | 空前絶後     | 雨宮慶太 |

## 放送局
| 放送地域       | 放送局         | 放送期間                       | 放送日時           | 系列           | 備考                |
| -------------- | -------------- | ------------------------------ | ------------------ | -------------- | ------------------- |
| 関東広域圏     | テレビ東京     | 2013年10月4日 - 12月27日       | 金曜 25:23 - 25:53 | テレビ東京系列 | 制作局              |
| 岡山県・香川県 | テレビせとうち | 2013年10月4日 - 12月27日       | 金曜 25:53 - 26:23 | テレビ東京系列 |                     |
| 北海道         | テレビ北海道   | 2013年10月4日 - 12月27日       | 金曜 26:00 - 26:30 | テレビ東京系列 | 初回は26:30 - 27:00 |
| 愛知県         | テレビ愛知     | 2013年10月4日 - 12月27日       | 金曜 26:05 - 26:35 | テレビ東京系列 | 初回は27:05 - 27:35 |
| 福岡県         | TVQ九州放送    | 2013年10月5日 - 12月28日       | 土曜 25:55 - 26:25 | テレビ東京系列 |                     |
| 大阪府         | テレビ大阪     | 2013年10月5日 - 12月28日       | 土曜 26:30 - 27:00 | テレビ東京系列 |                     |
| 奈良県         | 奈良テレビ     | 2013年10月18日 - 2014年1月10日 | 金曜 25:35 - 26:05 | 独立局         |                     |
| 新潟県         | 新潟テレビ21   | 2014年1月15日 - 4月9日         | 水曜 25:50 - 26:20 | テレビ朝日系列 |                     |